# Nacional AC (Paraná)
Nacional AC is een Braziliaanse voetbalclub uit de stad Rolândia in de staat Paraná. 

## Geschiedenis
De club werd in 1947 opgericht. In 1959 nam de club voor het eerst deel aan de staatscompetitie en speelde er tot 1965. De club speelde enkele seizoenen in de tweede klasse en keerde in 1971 eenmalig terug maar werd hierna een amateurclub. In 1989 begon de club opnieuw in de tweede klasse. In 1994 en 1995 speelde de club opnieuw geen competitievoetbal. Na de terugkeer in 1996 speelde de club opnieuw in de hoogste klasse in 1997. In 1998 werd de club omgevormd tot een sociedade civil.
In 2003 werd de club kampioen en promoveerde. In 2004 nam de club ook deel aan de nationale Série C, maar strandde daar in de groepsfase. De club speelde tot 2010, met uitzondering van seizoen 2008 in de hoogste klasse en keerde nog eenmalig terug in 2013 en 2015. Hierna trok de club zich twee seizoenen terug uit het profvoetbal en begon in 2018 opnieuw in de derde klasse, waar ze meteen kampioen werden. In 2019 won de club de staatsbeker waardoor ze in 2020 als tweedeklasser mochten deelnemen aan de nationale Série D. 

## Erelijst
Taça FPF
2019